# Karl Kessler
Karl Fjodorovič Kessler (rusky Карл Фёдорович Ке́сслер,  1. prosince 1815 – 15. března 1881 Petrohrad) byl baltsko-německý zoolog, ichtyolog a ornitolog, který od roku 1862 do své smrti působil jako profesor biologie na Petrohradské státní univerzitě v ruckém Sankt-Petěrburgu. Byl jedním z prvních zoogeografů, a zasloužil se o položení základů pro teorii vzájemné pomoci, kterou ke sklonku 19. století rozvedl geograf, geolog a darwinista Petr Kropotkin.

## Život
Kessler se narodil v německém Königsbergu. Jeho otec byl královským lesníkem, rodina se ještě za Kesslerova dětství přestěhovala do Velikého Novgorodu. Kessler se přihlásil na Petrohradskou univerzitu, kde studoval pod ruským zoologem a mineralogem Stěpanem Semjonovičem Kutorgou. Po vystudování prvního oboru nejprve pracoval jako učitel matematiky, v roce 1837 pak odjel se svým spolužákem z univerzity, botanikem Nikolajem Železnovem, na expedici do Finska, a po návratu z ní se vrátil ke studiu. V roce 1840 obhájil svou diplomovou práci zabývající se zadními končetinami ptáků ve vztahu k jejich systematice, a o dva roky později obhájil svou dizertační práci, v níž se zabýval kostrou datlovitých a klasifikací této čeledi ptáků. Poté byl zaměstnán Kyjevskou univerzitou a po léta se zabýval ptáky a rybami žijícími na území Ukrajiny. Studoval jak sladkovodní, tak mořské druhy ryb. Přišel také s teorií, že Černé moře bylo v minulosti spojeno s Kaspickým mořem několika toky. Formálně popsal například parmu sevanskou.
V roce 1868 se Kessler zasloužil o založení Sankt-Petěrburské přírodovědecké společnosti. V roce 1879 na své přednášce pronesl, že v rámci jednotlivých druhů živočichů hraje významnou roli vzájemná pomoc a kooperace. Jeho domněnky, podle nichž vnitrodruhová kompetice hraje menší roli v evoluci než vzájemná pomoc, ovlivnily ruského geografa, geologa a darwinistu Petra Kropotkina, který Kesslerovu přednášku zmiňuje v první kapitole své knihy Vzájemná pomoc: Faktor evoluce (Mutual Aid: A Factor of Evolution).

## Druhy pojmenované na Kesslerovu počest
Několik druhů živočichů bylo pojmenováno na Kesslerovu počest za jeho přínos oboru zoologie. Mezi nimi je to například drozd západočínský (Turdus kessleri).